# Boris Sjilkov
Boris Arsenjevitj Sjilkov (ryska: Борис Арсеньевич Шилков), född 28 juni 1927 i Archangelsk, död 27 juni 2015 i Sankt Petersburg, var en sovjetisk skridskoåkare.
Sjilkov blev olympisk guldmedaljör på 5 000 meter vid vinterspelen 1956 i Cortina d'Ampezzo. Han vann VM-guld i allround  1954, VM-silver i allround 1953 och 1957 samt VM-brons i allround år 1955. Han blev i samma gren Europamästare 1954 och sovjetisk mästare 1953–1955.
I januari 1955 satte Sjilkov världsrekord på 5 000 meter med tiden 7.45,6 på Medeo i Almaty, ett rekord som stod sig till 1963. Han blev då den andra personen som gick under åtta minuter på distansen, sedan landsmannen Dmitrij Sakunenko tidigare i samma tävling fått tiden 7.54,9.